# 普逵酒
普逵酒（Pulque）是龍舌蘭酒的一種，取自龍舌蘭屬（Agave）植物，使用龍舌蘭草的心（Piña，植物的鳞茎部分）為原料，經過發酵而制造出的乳白飲品。與採用蒸餾方式的特基拉酒（Tequila）不同，雖然兩者皆以龍舌蘭屬植物作為原材料，而且特基拉酒常常代表龍舌蘭酒，但兩者的做法以及口味都略有不同。